# Мальчик и лучик
«Мальчик и лучик» — советский мультфильм, выпущенный в 1987 году киностудией Беларусьфильм.

## Сюжет
Мама солнце, отправила к земле своих детишек — лучиков, прилетев на землю и наигравшись вдоволь один из маленьких лучиков забредает в дом где болеет простудой маленький мальчик, ему нужно тепло солнышка и лучик решает помочь мальчику обратившись к своей маме.

## Съёмочная группа
| Режиссёр-постановщик      | Кузьма Кресницкий                                                                                         |
| Автор сценария            | Алексей Дударев                                                                                           |
| Оператор-постановщик      | Юрий Мильтнер                                                                                             |
| Художник-постановщик      | А. Верещагин, Татьяна Кублицкая                                                                           |
| Художники-мультипликаторы | Валерий Козлов, В. Угаров, В. Бобровский, Д. Эпштейн                                                      |
| Художник                  | Т. Евменова, Татьяна Житковская, Влада Кириенко, Е. Лакутина, Анжелика Орленко, Е. Руднева,> Ольга Чикина |
| Композитор                | Владимир Курьян                                                                                           |
| Монтаж                    | С. Аксёнова                                                                                               |
| Звукооператор             | Сендэр Шухман                                                                                             |
| Ассистент режиссёра       | Г. Поночевная                                                                                             |
| Ассистент художника       | Н. Молоткова                                                                                              |
| Роли озвучивали           | Вера Кавалерова, С. Никончик, Юлия Космачева                                                              |
| Редактор                  | С. Булыга                                                                                                 |
| Директор                  | Ольга Оноприенко                                                                                          |